# Camponotus fedtschenkoi
Camponotus fedtschenkoi  (лат.) — вид земляных муравьёв рода Camponotus из подсемейства формицины (Formicidae).

## Распространение
Центральная Палеарктика: Афганистан, Армения, Иран, Казахстан, Киргизия, Китай, Россия (Астраханская область), Туркмения. Полупустыни, пустыни, низкогорья, луга, степи (в высокогорных лугах до 2600 м).

## Описание
Земляные муравьи, ксерофилы. Голова, грудка и брюшко рабочих в основном жёлтого и светло-коричневого цвета (самка и самец темнее, до чёрного). Среднего размера, рабочие и солдаты длиной 5-9,5 мм; самки — 12-13 мм; самцы — 7-8 мм. Скапус усиков короткий, у крупных особей (солдат) не выходит за пределы затылочного края головы (у самки и мелких рабочих длиннее). Нижняя сторона головы без волосков. На голенях ног и на скапусе многочисленные отстоящие волоски. Передний край клипеуса с прямоугольной лопастью, которая выступает вперёд за передние углы головы. Грудь в профиль равномерно выпуклая. Проподеум без поперечного вдавления, округлый и без эпинотальных шипиков или зубцов.
Стебелёк между грудкой и брюшком состоит из одного членика (петиолюс), несущего вертикальную чешуйку. Гнездятся в подземных муравейниках (гнёзда с поверхностно-горизонтальной системой, большая часть камер на полуметровой глубине, отдельные ходы идут на глубину до 3 м), семьи включают несколько тысяч муравьёв. Ночной зоофаг, охотятся на мелких насекомых (включая термитов) и пауков. Брачный лёт крылатых половых особей (молодых самок и самцов) наблюдается в апреле-мае.

## Систематика
Вид был впервые описан в 1877 году австрийским мирмекологом Густавом Майром, позднее иногда рассматривался в качестве подвида видов Camponotus sylvaticus, Camponotus rubripes, Camponotus maculatus, а в 1925 году включён в состав подрода Tanaemyrmex вместе с такими видами как Camponotus turkestanicus, Camponotus aethiops, Camponotus xerxes и Camponotus turkestanus.